# Vanessa Lapa

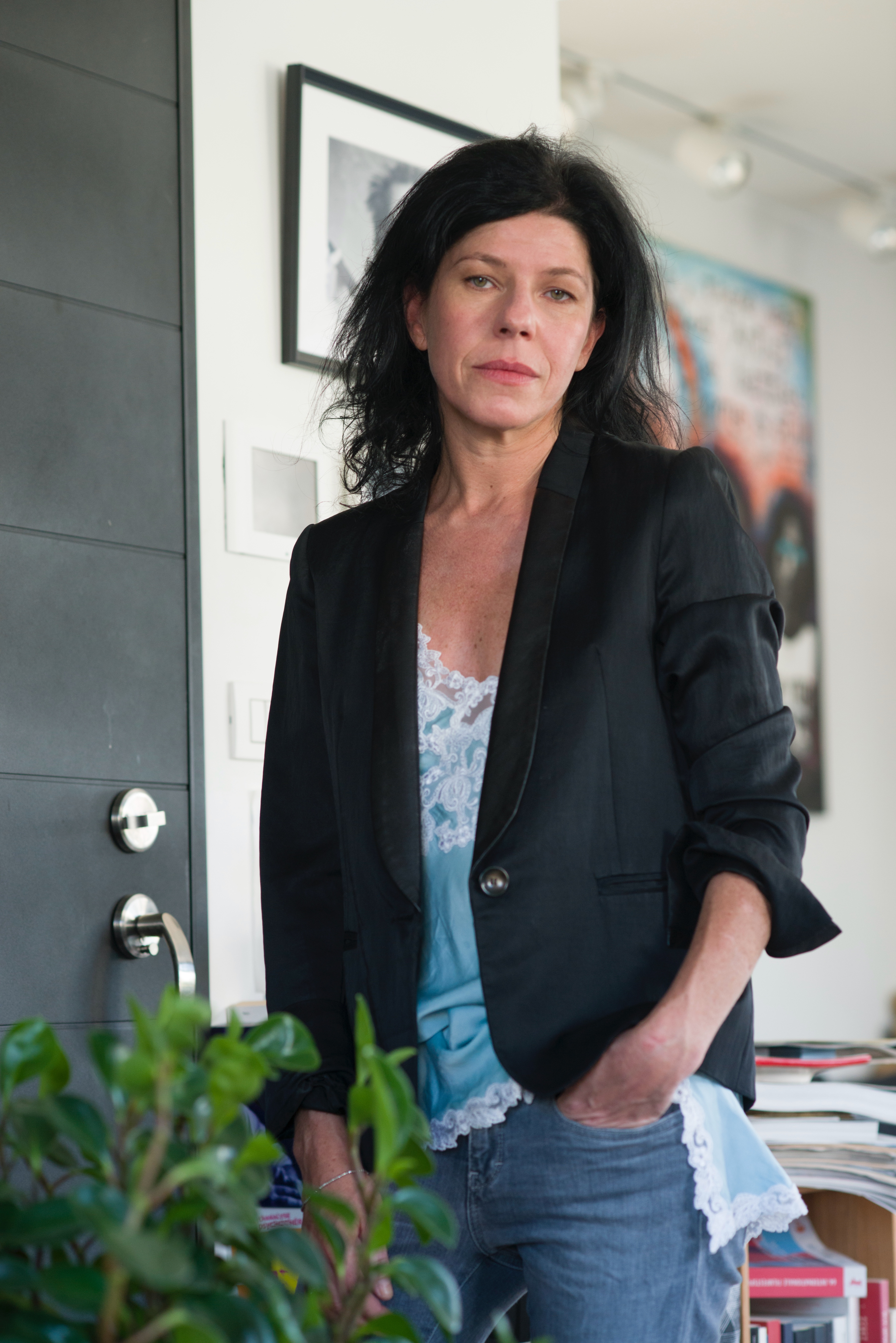
Vanessa Lapa (2021)

Vanessa Lapa ist eine israelische Journalistin und Dokumentarfilm-Regisseurin. Bekannt ist sie vor allem für ihre Dokumentarfilme Der Anständige und Speer Goes to Hollywood, die sich anhand von Originaldokumenten mit den Verbrechen des Nationalsozialismus auseinandersetzen.

## Leben und Wirken
Vanessa Lapa wuchs in Belgien auf. Seit 1995 lebt sie in Israel, wo sie als Journalistin über hundert Reportagen für das israelische Fernsehen realisierte. 2007 gründete sie die Realworks Ltd., eine in Tel Aviv ansässige Produktionsfirma für Dokumentarfilme.
2009 veröffentlichte sie den Dokumentarfilm Olmert – Concealed Documentary über den ehemaligen israelischen Premierminister Ehud Olmert.
Ihr erster abendfüllender Dokumentarfilm Der Anständige feierte 2014 auf den Internationalen Filmfestspielen Berlin Weltpremiere. Lapas Familie kam über den Sohn von Chaim Rosenthal in den Besitz von bis dahin unveröffentlicht gebliebenen Tagebüchern, Fotos und Briefen des ehemaligen Reichsführer SS, Heinrich Himmler. Lapas Dokumentarfilm erzählt die Lebensgeschichte des NSDAP-Politikers und Massenmörder Heinrich Himmler ausschließlich anhand dieser authentischen Dokumente und verzichtet auf Historiker-Interviews oder einen erklärenden Kommentar.
Im Jahr 2020 war sie mit ihrem Dokumentarfilm Speer Goes to Hollywood erneut auf den Internationalen Filmfestspielen Berlin vertreten.  Auch dieser Film basiert auf Originaldokumenten: 1971 führte der englische Drehbuchautor Andrew Birkin zahlreiche Gespräche mit Albert Speer, dessen Bestseller Erinnerung Paramount Pictures verfilmen wollte. Laut dem Deutschen Kinoverleiher erzählt der Film von „Speers Versuch, sich 1971 mit einer Verfilmung seiner ‚Erinnerungen‘ reinzuwaschen“.

## Filmographie
- 2009: Olmert – Concealed Documentary
- 2014: Der Anständige
- 2020: Speer Goes to Hollywood